# アントニー・コレイア
アントニー・パウロ・ロドリゲス・コレイア（Anthony Paulo Rodrigues Correia 、1999年9月6日 - ）は、フランス・カストル出身のプロサッカー選手。CFエストレラ・アマドーラ所属。ポジションは、ディフェンダー（センターバック）。FCポルトB所属のロマン・コレイアは双子の兄弟である。